# Trichacis indica
Trichacis indica är en stekelart som beskrevs av Jean-Jacques Kieffer 1907. Trichacis indica ingår i släktet Trichacis och familjen gallmyggesteklar. Inga underarter finns listade i Catalogue of Life.